# Organo della chiesa di Sant'Antonio in Campo Marzio a Roma
(Jean Guillou)

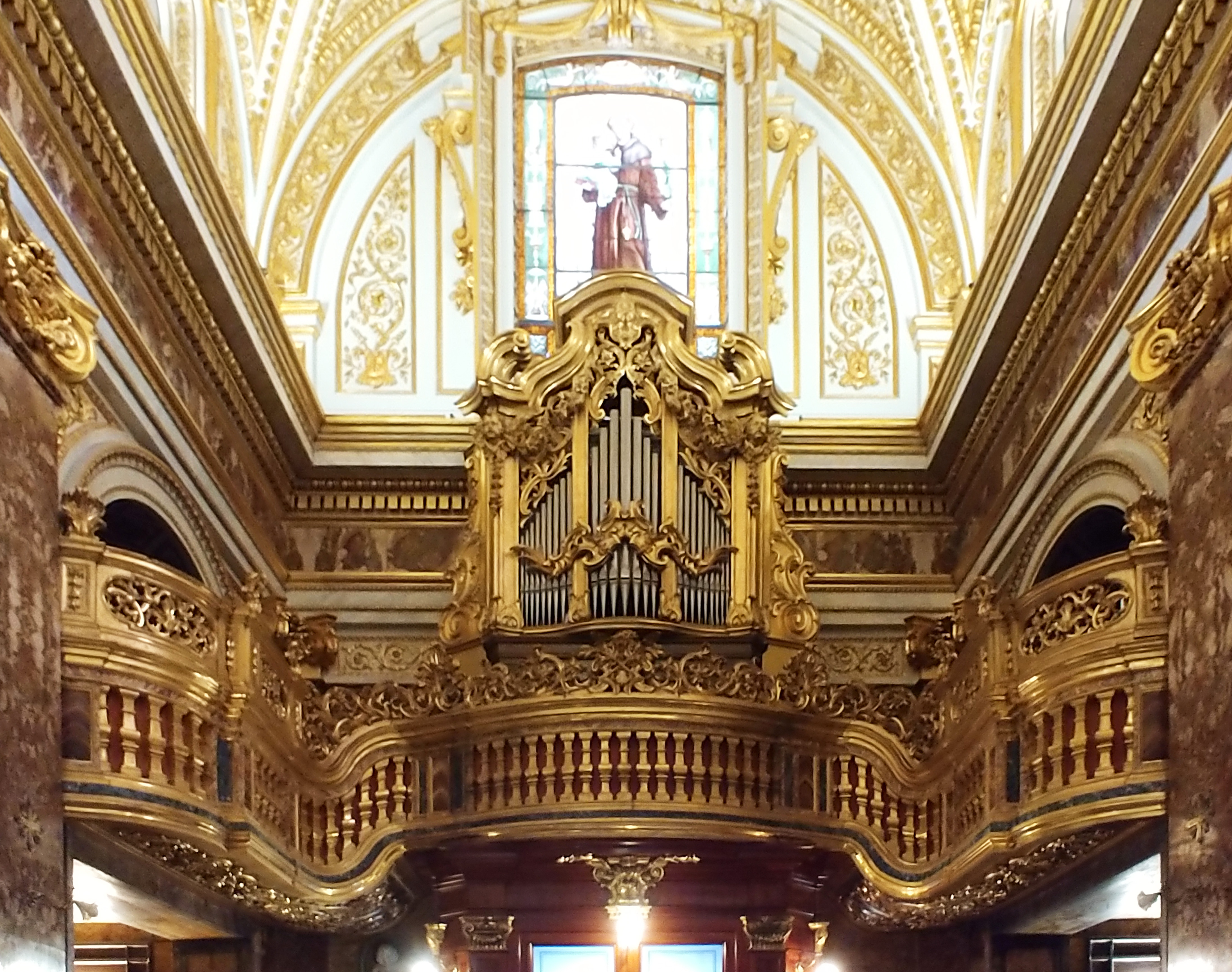
Il corpo principale in controfacciata.

L'organo a canne Mascioni opus 1181 della chiesa di Sant'Antonio in Campo Marzio, in Roma, è un importante organo sinfonico-eclettico costruito nel 2008 su progetto di Jean Guillou. Lo strumento, oltre che per il regolare servizio liturgico, viene impiegato anche per rassegne organistiche di carattere internazionale, organizzate dall'Istituto Portoghese di Sant'Antonio in Roma.
L'organista titolare è Giampaolo Di Rosa.

## Storia
In previsione del Giubileo Universale del 1750, Manuel Pereira de Sampayo, commendatore della Schola dei Portoghesi, nell'ambito di restauro generale della chiesa, nel 1748 fece costruire, in controfacciata, un complesso di cantoria e organo a canne. L'autore dell'apparato architettonico fu probabilmente Gabriele Valvassori, mentre non si conosce il nome dell'autore dell'apparato fonico, probabilmente uno degli organari che in quegli anni operarono a Roma, come Johannes Conrad Werle o la famiglia Alari.
Durante la seconda guerra mondiale, anche l'organo, come tutta la chiesa, venne danneggiato e saccheggiato di gran parte delle sue canne.
Nell'ambito dei restauri della chiesa effettuati tra l'anno 1950 e l'anno 1955, in luogo del precedente strumento, riutilizzandone però la cassa, seppur portata più avanti, è stato costruito un nuovo organo a canne dalla ditta organaria Fratelli Ruffatti nel 1956. Lo strumento, a trasmissione elettrica con sistema multiplo, aveva la consolle situata sull'ala sinistra della cantoria, con due tastiere di 61 note ciascuna e pedaliera concavo-radiale di 32 note. Di seguito la sua disposizione fonica:
| I - Grand'Organo |               |
| Principale       | 16'           |
| Principale       | 8'            |
| Dulciana         | 8'            |
| Ottava           | 4'            |
| Decimaquinta     | 2'            |
| Ripieno          | 6 file 1.1/3' |

| II - Espressivo |           |
| Bordone         | 8'        |
| Viola da gamba  | 8'        |
| Flauto a camino | 4'        |
| Flauto in XII   | 2.2/3'    |
| Flautino        | 2'        |
| Concerto viole  | 2 file 8' |
| Tremolo         |           |

| Pedale   |     |
| Subbasso | 16' |
| Dulciana | 8'  |
| Bordone  | 8'  |

I registri erano ottenuti secondo i seguenti prolungamenti e derivazioni:
| Registro base            | Registri ottenuti                                                                |
| ------------------------ | -------------------------------------------------------------------------------- |
| Principale 8'            | Principale 16' , Ottava 4', Decimaquinta 2'                                      |
| Ripieno 3 file 1.1/3'    | Ripieno 6 file 1.1/3'                                                            |
| Subbasso 16'             | Bordone 8' , Prima ottava del Principale 16'                                     |
| Bordone 8'               | Flauto a camino 4', Flauto in XII 2.2/3', Flautino 2'                            |
| Viola da gamba 8'        | Prima ottava del Concerto Viole 8' con la Dulciana 8'                            |
| Dulciana 8'              | Prima ottava del Concerto Viole 8' con la Viola da gamba 8', trasmessa al Pedale |
| Concerto Viole 2 file 8' | Reale dal Do2                                                                    |

1. ↑  In realtà a 3 file 1.1/3'.
2. ↑  Prima ottava in comune con il Subbasso 16' del Pedale.
3. ↑  Del Pedale.

A partire dal 2007, è stato costruito dalla ditta organaria Mascioni di Azzio, su progetto dell'organista francese Jean Guillou, un nuovo organo a canne a carattere sinfonico-eclettico. Lo strumento è stato terminato nel 2008 e, il giorno 7 dicembre dello stesso anno, è stato inaugurato con un concerto di Jean Guillou e benedetto da mons. Gianfranco Ravasi, presidente del Pontificio Consiglio della Cultura.

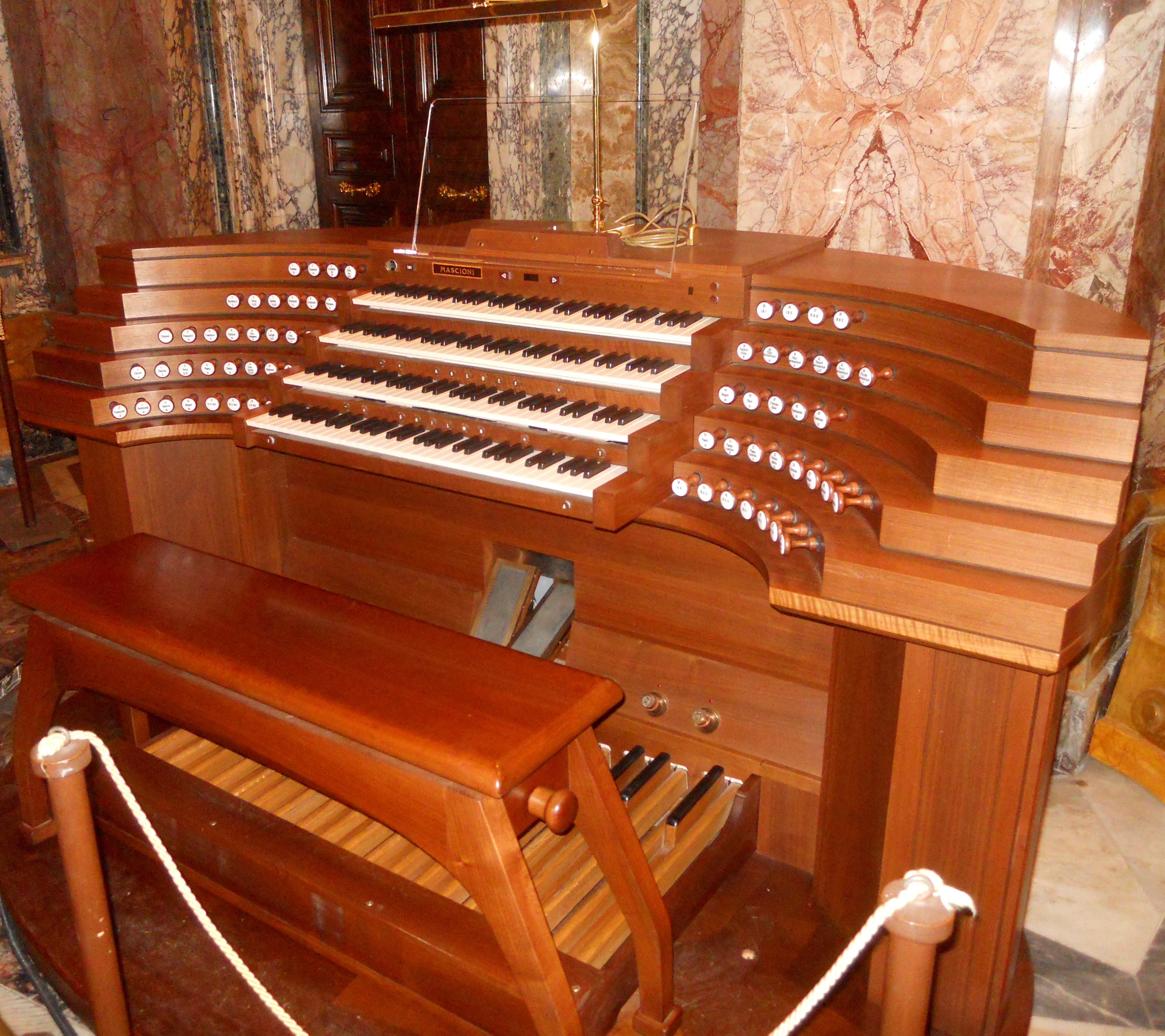
La consolle a quattro manuali (2008-2015)

L'organo, una volta terminato, aveva 47 registri, dei quali 27 reali e gli altri ottenuti per derivazione e prolungamento. Il materiale fonico era collocato interamente sulla cantoria in controfacciata e nelle prime due cappelle laterali, e all'interno della cassa barocca, ad eccezione del Solo, che si trovava in un coretto alla destra dell'abside, con affaccio sul braccio di destra del transetto. La consolle è mobile indipendente ed è generalmente situata nel transetto, nei pressi del presbiterio. Progettata anch'essa da Jean Guillou, è ispirata a quelle costruite dall'organaro francese del XIX secolo Aristide Cavaillé-Coll. Ha quattro tastiere di 61 note ciascuna (rispettivamente Positivo, Grand'Organo, Espressivo, Solo) ed una pedaliera concavo-parallela di 32 note; i registri sono azionati da pomelli posti su gradoni ad andamento curvilineo ai lati dei manuali, secondo il seguente schema:
| Registri Grand'Organo    | leggio       | Unioni e accoppiamenti |
| Registri Grand'Organo    | IV tastiera  | Registri Solo          |
| Registri Espressivo      | III tastiera | Registri Solo          |
| Registri Pedale          | II tastiera  | Registri Positivo      |
| Registri e unioni Pedale | I tastiera   | Unioni e accoppiamenti |

La disposizione fonica dell'organo era la seguente:
| I - Positivo aperto |        |
| Flauto              | 8'     |
| Flauto a camino     | 8'     |
| Flauto a camino     | 4'     |
| Sesquialtera 2 file | 2.2/3' |
| Cembalo 3 file      | 1'     |
| Regale              | 16'    |
| Dulzian             | 8'     |
| Clarinetto          | 8'     |
| Tremolo             |        |

| II - Grand'Organo  |        |
| Principale         | 8'     |
| Corno di camoscio  | 8'     |
| Quinta             | 5.1/3' |
| Principale         | 4'     |
| Terza              | 3.1/5' |
| Nachthorn          | 2'     |
| Plein-jeu 5/6 file | 2'     |
| Cornetto 5 file    | 8'     |
| Cromorne           | 8'     |
| Tromba             | 8'     |

| III - Espressivo |        |
| Bordone          | 8'     |
| Holzprincipal    | 4'     |
| Larigot          | 1.1/3' |
| Voix humaine     | 8'     |
| Basson           | 16'    |
| Hautbois         | 8'     |
| Trompette        | 8'     |
| Tremolo          |        |

| IV - Solo aperto   |        |
| Koppelflöte        | 8'     |
| Flûte harmonique   | 8'     |
| Flûte harmonique   | 4'     |
| Nasard harmonique  | 2.2/3' |
| Tierce harmonique  | 1.3/5' |
| Piccolo harmonique | 1'     |
| Regale             | 16'    |
| Oboe               | 8'     |
| Bombarda           | 16'    |
| Trombone           | 8'     |
| Tremolo Oboe       |        |

| Pedale      |         |
| Flautone    | 16'     |
| Subbasso    | 16'     |
| Gran quinta | 10.2/3' |
| Flauto      | 8'      |
| Flauto      | 4'      |
| Flautino    | 2'      |
| Terza       | 3.1/5'  |
| Basson      | 16'     |
| Regale      | 16'     |
| Bombarda    | 16'     |
| Trompette   | 8'      |
| Clairon     | 4'      |

Il Pedale e il Solo avevano i registri in comune, alcuni dei quali ottenuti in prolungamento e derivati ad altri manuali secondo il seguente schema:
| Registro base              | Registri ottenuti                                                                 |
| -------------------------- | --------------------------------------------------------------------------------- |
| Subbasso 16' (P)           | Gran quinta 10.2/3' (P), Koppelflöte 8' (IV)-Flauto 8' (II), Flauto 4' (P)        |
| Flautone 16' (P)           | Flûte harmonique 8' (IV)-Flauto 8' (P), prima ottava del Flûte harmonique 4' (IV) |
| Flûte Harmonique 4' (IV)   | Flauto 4' (P), prime tre ottave del Piccolo Harmonique 1'                         |
| Quinta 5.1/3' (II)         | Nasard harmonique 2.2/3' (IV)                                                     |
| Terza 3.1/5' (II/P)        | Tierce harmonique 1.3/5' (IV)                                                     |
| Piccolo harmonique 1' (IV) | reale da Do3, prime tre ottave dal Flûte Harmonique 4'                            |
| Regale 16' (I/IV/P)        | Clarinetto 8' (I), Clairon 4' (P)                                                 |
| Oboe 8' (IV)               | Trompette 8' (P)                                                                  |
| Bombarda 16' (IV/P)        | Trombone 8' (IV)- Tromba 8' (II)                                                  |

Nel 2015 l'organo è stato oggetto di un intervento radicale ad opera della ditta costruttrice, nel corso del quale è stata riorganizzata e ampliata la tavolozza timbrica dei registri, che sono stati portati a 60. È stata inoltre installata una nuova consolle a cinque manuali, in sostituzione di quella originaria, la quale è stata inaugurata durante il concerto del 13 settembre 2015. La primavera successiva è stato installato il materiale fonico del corpo Echo (quinto manuale).

## Descrizione
L'organo a canne Mascioni della chiesa di Sant'Antonio in Campo Marzio è a trasmissione elettronica proporzionale ed ha 60 registri, dei quali diversi ottenuti per derivazione e prolungamento.
Le canne sono dislocate all'interno della chiesa in due aree distinte: la controfacciata e il braccio di destra del transetto. La cantoria in controfacciata è caratterizzata dal prolungamento nella prima cappella laterale di sinistra e di destra; la cassa settecentesca dell'organo, presumibilmente ispirata nella forma al Palazzo Doria-Pamphili in via del Corso, costruito tra il 1731 e il 1734 da Gabriele Valvassori, presenta una mostra divisa in tre campi e costituita da 25 canne di principale sonanti disposte in cuspide unica e con bocche a mitria allineate orizzontalmente. La cassa barocca accoglie le canne del Grand'Organo (secondo manuale), mentre si trovano direttamente sulla cantoria quelle del Positivo aperto (primo manuale), quelle dell'Espressivo (terzo manuale) e della Bombarda (quinto manuale) nella cappella di destra, quelle del Solo (quarto manuale) e del Pedale nella cappella di destra. All'interno dei due coretti che si aprono nelle pareti laterali del transetto di destra si trovano rispettivamente le canne del Corale aperto (primo manuale, nel coretto di sinistra) e dell'Echo aperto (quinto manuale, nel coretto di destra) con il relativo registro del Pedale.

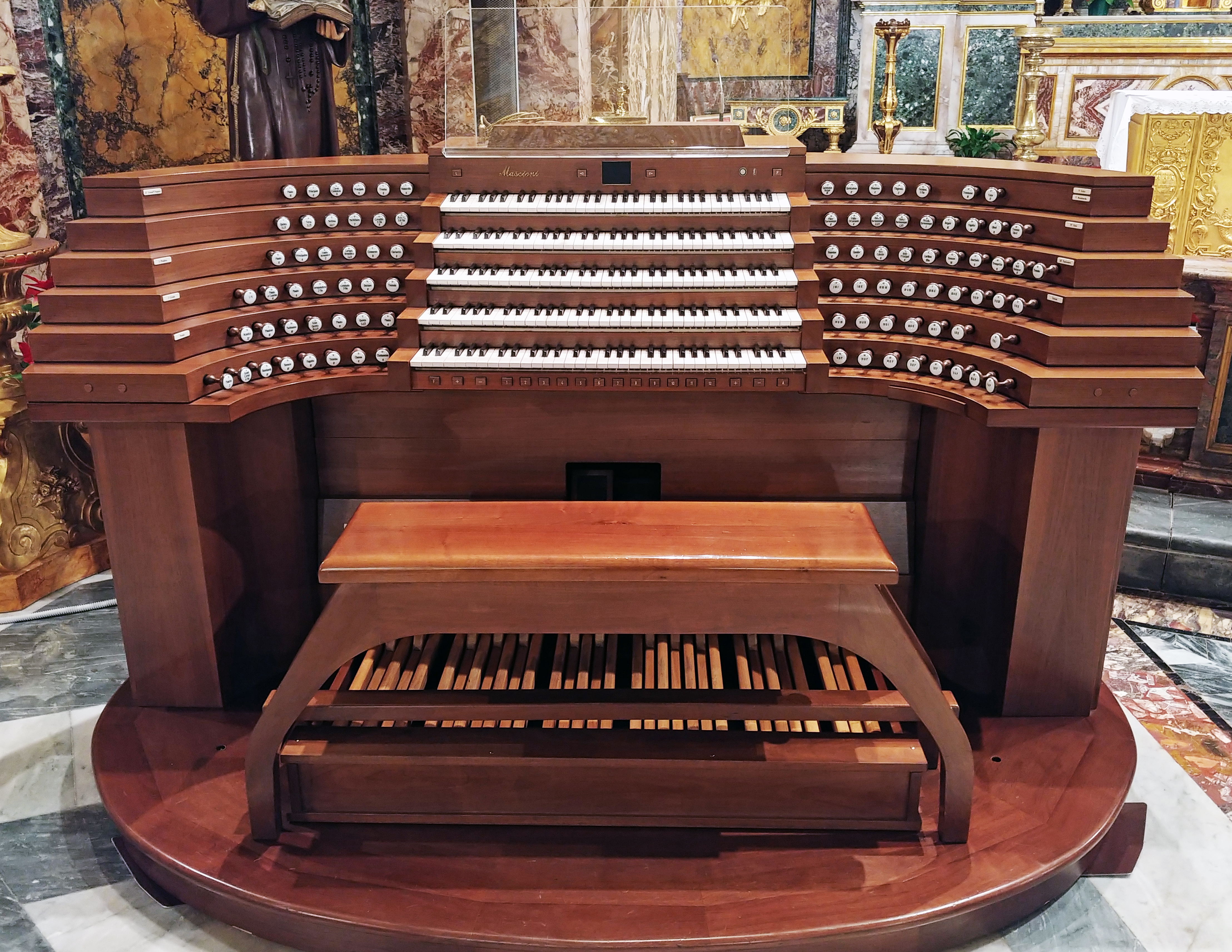
La consolle

La consolle è mobile indipendente ed situata a pavimento, generalmente nel transetto nei pressi del presbiterio; essa, inaugurata nel settembre 2015, presenta le medesime caratteristiche estetiche di quella precedente a quattro manuali ed è una rivisitazione in chiave moderna di quelle dell'organaro francese Aristide Cavaillé-Coll. Dispone di cinque manuali di 61 note ciascuna (Do1-Do6) e pedaliera concavo-parallela di 32 note (Do1-Sol3). I registri, le unioni e gli accoppiamenti sono azionati da pomelli a tiro, con i nomi riportati in nero su tondini in porcellana bianca, posti su gradoni ad andamento curvilineo ai lati dei manuali, secondo il seguente schema:
| Registri Grand'Organo (II) | leggio       | Registri Echo (V) e Bombarda (V)                |
| Registri Grand'Organo (II) | V tastiera   | Registri Solo (IV)                              |
| Registri Positivo (I)      | IV tastiera  | Registri Espressivo (III)                       |
| Registri Corale (I)        | III tastiera | Unioni e accoppiamenti dei manuali              |
| Registri Pedale            | II tastiera  | Unioni e accoppiamenti dei manuali e del Pedale |
| Registri Pedale            | I tastiera   | Unioni e accoppiamenti del Pedale               |

La disposizione fonica dell'organo è la seguente:
| I - Positivo aperto |        |
| Flauto              | 8'     |
| Principalino        | 4'     |
| Flauto armonico     | 2'     |
| Larigot armonico    | 1.1/3' |
| Cromorno            | 8'     |
| Clarinetto          | 8'     |

| I - Corale aperto   |        |
| Flauto a camino     | 8'     |
| Flauto              | 4'     |
| Sesquialtera 2 file | 2.2/3' |
| Cembalo 3 file      | 1'     |
| Dulzian             | 8'     |
| Tremolo             |        |

| II - Grand'Organo  |        |
| Flauto             | 16'    |
| Principale         | 8'     |
| Corno camoscio     | 8'     |
| Principale         | 4'     |
| Tromba             | 8'     |
| Violoncello        | 4'     |
| Quinta             | 5.1/3' |
| Terza              | 3.1/5' |
| Settima            | 2.2/7' |
| Nachthorn          | 2'     |
| Cornetto 5 file    | 8'     |
| Plein-jeu 5/6 file | 2'     |

| III - Espressivo |        |
| Bourdon          | 8'     |
| Gambe            | 8'     |
| Voix céleste     | 8'     |
| Holzprincipal    | 4'     |
| Larigot          | 1.1/3' |
| Basson           | 16'    |
| Hautbois         | 8'     |
| Trompette        | 8'     |
| Voix humaine     | 8'     |
| Tremolo          |        |

| IV - Solo aperto   |        |
| Flûte harmonique   | 8'     |
| Flûte octaviante   | 4'     |
| Nasard harmonique  | 2.2/3' |
| Tierce harmonique  | 1.3/5' |
| Piccolo harmonique | 1'     |
| Regale             | 16'    |
| Fagotto            | 16'    |
| Oboe               | 8'     |
| Tremolo Oboe       |        |

| V - Bombarda |     |
| Trombone     | 16' |
| Tuba         | 8'  |

| V - Echo aperto |    |
| Quintadena      | 8' |
| Diapason        | 4' |
| Flageolet       | 2' |
| Terziana 5 file | 8' |

| Pedale Echo |     |
| Quintaton   | 16' |

| Pedale              |         |
| Acustico            | 32'     |
| Flautone            | 16'     |
| Subbasso            | 16'     |
| Gran quinta         | 10.2/3' |
| Flauto              | 8'      |
| Quinta              | 5.1/3'  |
| Flauto              | 4'      |
| Flautino            | 2'      |
| Grand cornet 6 file |         |
| Bombarda            | 16'     |
| Basson              | 16'     |
| Fagotto             | 16'     |
| Tromba              | 8'      |
| Clairon             | 4'      |
| Chalumeau           | 4'      |